# Tanyptera (Mesodictenidia) cognata
Tanyptera (Mesodictenidia) cognata is een tweevleugelige uit de familie langpootmuggen (Tipulidae). De soort komt voor in het Palearctisch gebied.